# 沃德威克 (新澤西州)
沃德威克（英語：Waldwick）是位於美國新澤西州伯根縣的自治市鎮。

## 人口
根據2020年美國人口普查的數據，沃德威克的面積為5.35平方千米，當中陸地面積為5.30平方千米，而水域面積為0.05平方千米。當地共有人口10058人，而人口密度為每平方千米1,880人。